# Рембиська
Рембиська (пол. Rębiska, нім. Rembisko) — село в Польщі, у гміні Шемуд Вейгеровського повіту Поморського воєводства.
У 1975-1998 роках село належало до Гданського воєводства.